# Kaboul (rivière)
Pour les articles homonymes, voir Kaboul (homonymie).
Le Kaboul ou Kabal (persan : دریای کابل) est une rivière qui coule en Afghanistan et au Pakistan. C'est un affluent de l'Indus en rive droite. C'est le cours d'eau qui arrose la ville de Kaboul, capitale de l'Afghanistan.
Le Kaboul était appelé Cophès sous l'Antiquité.

## Géographie
La rivière naît à l'ouest de Kaboul, dans les Monts Sanglakh (en) (contrefort de l'Hindou Kouch) en Afghanistan, à 75 km en amont de la ville, non loin de la source de l'Helmand, dont elle est séparée par le col de l'Unai. C'est la principale rivière de l'est de l'Afghanistan. Elle parcourt 700 km avant de se jeter dans l'Indus près de la ville d'Attock à une soixantaine de kilomètres à l'est de Peshawar.

### Cours afghan
Son cours est orienté d'ouest en est. Juste après avoir baigné Kaboul, la rivière reçoit en rive droite les eaux du Logar venu du sud, et 70 kilomètres plus à l'est, au niveau de la ville de Sarobi, en rive gauche, celles du Panchir, venu du nord, du versant sud de l'Hindou Kouch. Après avoir franchi les gorges de Tang-i-Garo, et reçu en rive gauche les eaux de l'Alingar venu de la province de Laghman et le Surkhab issu du Spīn Ghar (Safed Koh, chaîne de montagnes située tout au long de la frontière sud de la province de Nangarhar), la rivière atteint la ville de Jalalabad, puis est rejointe en rive gauche par la Kunar venu du nord-est, dont le débit lui est très largement supérieur.

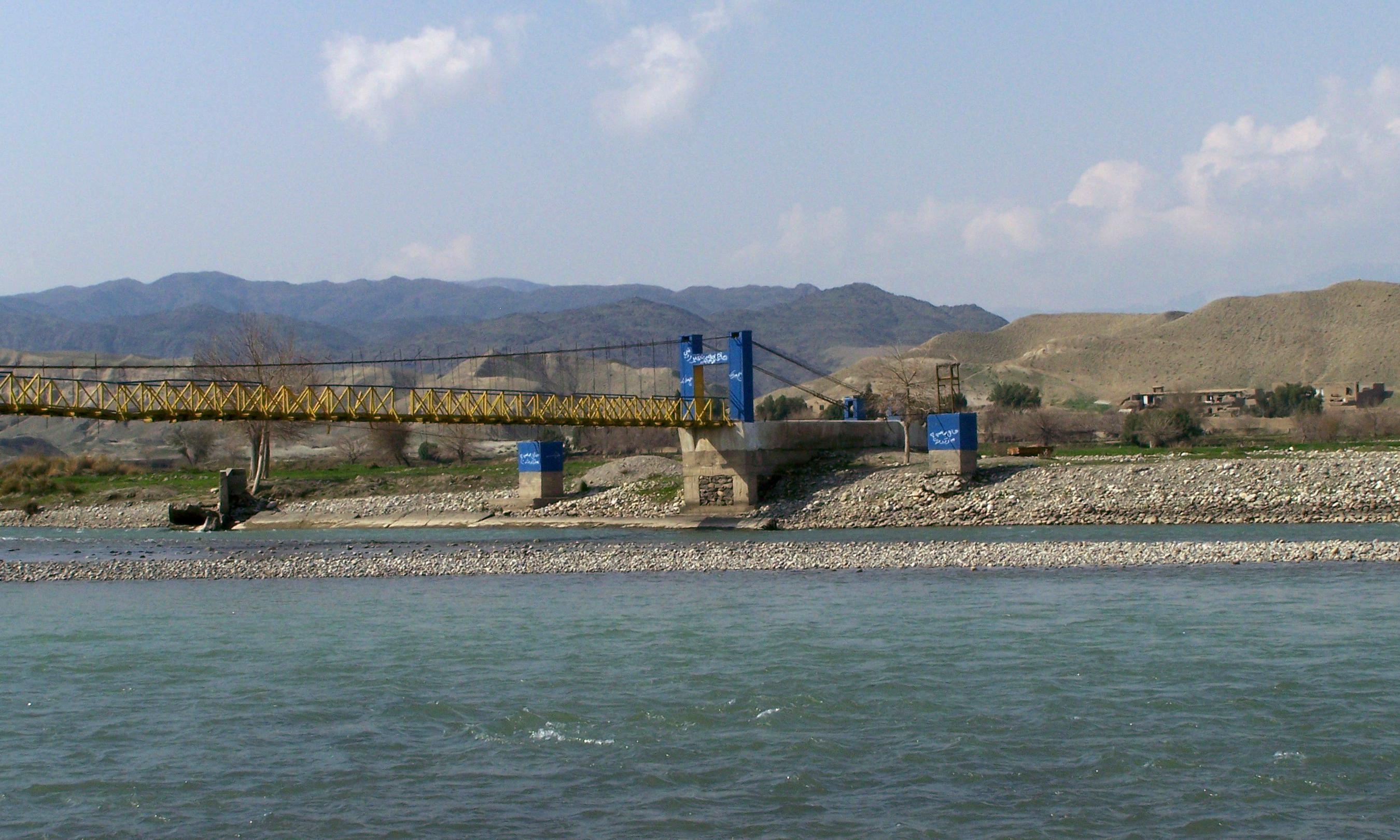
Passerelle suspendue.

En aval de ce confluent, le Kaboul, devenu une rivière puissante, s'engage dans les profondes gorges traversant les monts Mahmond, et s'incurve vers le nord. À cet endroit, il forme la frontière internationale entre l'Afghanistan et le Pakistan pendant quelques kilomètres, puis tourne vers l'est et pénètre totalement en territoire pakistanais, à quelque 30 kilomètres au nord de la passe de Khyber. Peu après, la rivière redescend vers le sud, formant ainsi un "U" inversé et atteint dès lors les plaines de la région de Peshawar.

### Cours pakistanais
À ce niveau, ses eaux sont largement utilisées pour l'irrigation, et ce, par plusieurs canaux, dont l'un alimente la grande ville de Peshawar. Cela contribue à amoindrir quelque peu son débit. C'est ici que le Kaboul reçoit en rive droite l'apport d'un autre affluent le Bara venu du sud-ouest, qui contribue à l'irrigation de cette plaine fertile. Le Kaboul passe à une trentaine de kilomètres au nord de Peshawar et baigne les villes de Warsak et Michni. Peu après Michni, le Kaboul se divise en trois bras tous trois orientés vers l'est et appelés respectivement Sardariab (bras nord), Naguman (bras central) et Shah Alam pour la branche sud. Au niveau de Charsadda, le bras nord (Sardariab) reçoit en rive gauche les eaux de son dernier grand affluent, le Swat, venu du nord et fortement mis à contribution lui aussi pour l'irrigation de la région. Peu après, les trois bras fusionnent et le Kaboul continue dès lors sa route vers l'est-sud-est, baignant encore Nowshera avant de se jeter dans l'Indus au niveau d'Attock.

## Principales villes traversées
Le Kaboul baigne les villes afghanes de Kaboul, Chaharbagh, Jalalabad, et après avoir pénétré au Pakistan, celles de Charsadda et de Nowshera.

## Affluents
Les principaux affluents du Kaboul sont :
- le Logar, le Panchir, l'Alingar, le Surkhab et la Kunar en Afghanistan.
- le Bara (rivière) (en) et le Swat, au Pakistan.

## Régime

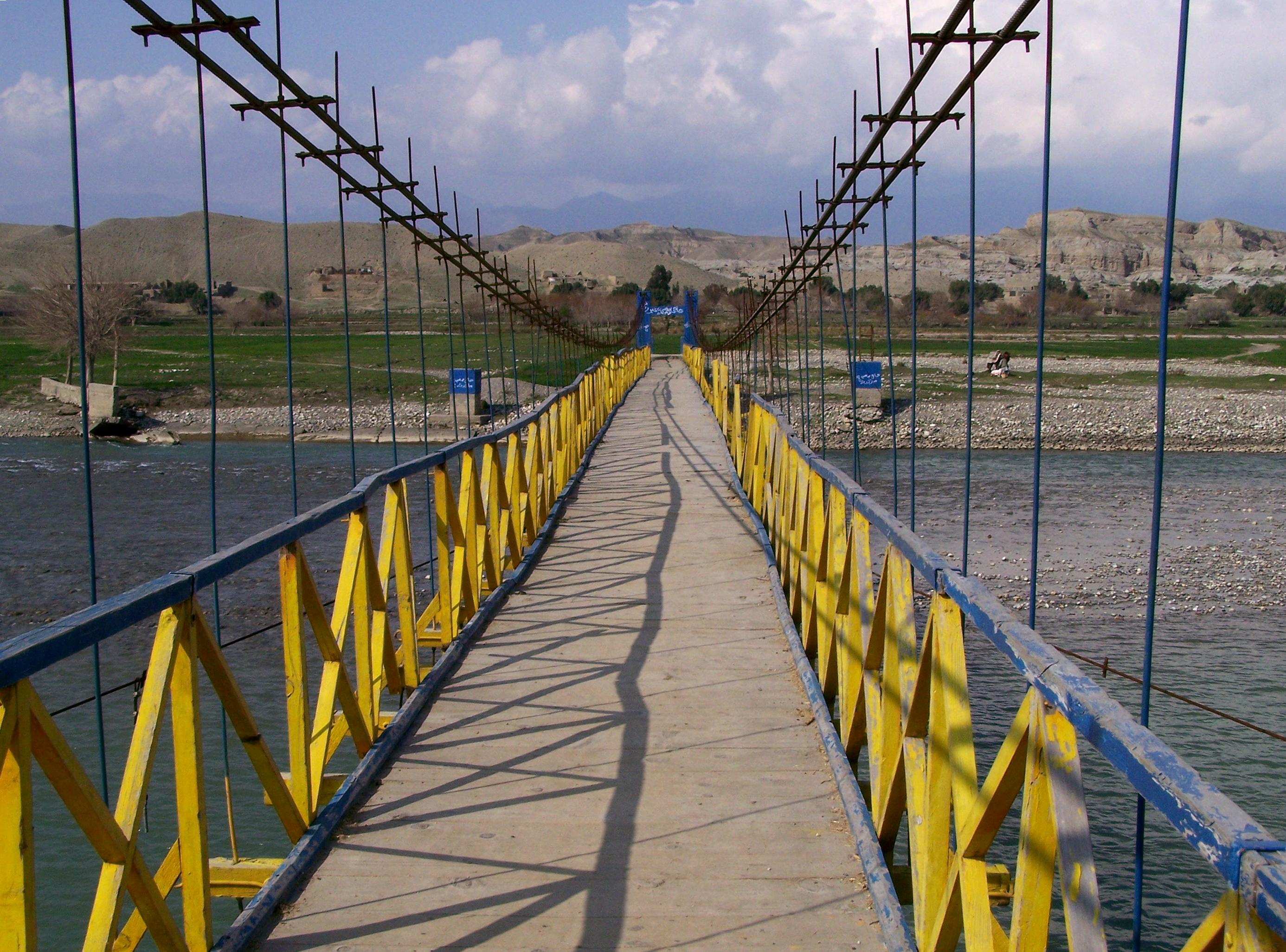
Pont sur la rivière Kaboul, en Afghanistan, en aval de la capitale.

Le Kaboul a un régime essentiellement nivo-glaciaire, dont les crues sont liées à la fonte des neiges et des glaciers des sommets de l'Hindou Kouch. Dans son cours supérieur, en amont du confluent avec le Panchir, c'est-à-dire dans la région de Kaboul, la rivière est la plupart du temps réduite à quelques filets d'eau, mais gonfle fortement au printemps et en été grâce à la fonte des neiges. Son affluent de loin le plus important est la Kunar, dont le cours supérieur situé au Pakistan se nomme Mastuj, et naît du glacier Chiantar près de Chitral; après quoi elle reçoit les eaux également abondantes du Bachgal issu de la province de Nouristan. La Kunar se jette dans la rivière Kaboul près de Jalalabad, amenant annuellement près de 16 km3 d'eau (plus ou moins 500 m3/s), dont 9 à 10 km3 provenant du Pakistan. À noter que la Kunar roule bien plus d'eau que le Kaboul au confluent des deux rivières.

### Hydrométrie - Les débits à Daronta
Le débit de la rivière a été observé pendant 6 ans (entre 1956 et 1964) à Daronta, localité afghane située à quelques kilomètres en amont du confluent de la Kunar. Pour évaluer le débit total à la frontière pakistano-afghane, il faut cumuler les débits de ces deux cours d'eau.
À Daronta, le débit inter annuel moyen ou module observé sur cette période a été de 201 m3/s pour une surface prise en compte de 34 400 km2, correspondant à plus de 35 % de la totalité du bassin versant de la rivière qui en fait plus ou moins 90 000.
La lame d'eau écoulée dans cette partie du bassin atteint ainsi le chiffre de 185 millimètres par an, ce qui peut être considéré comme assez abondant dans le contexte du climat aride régnant dans la plus grande partie de la région du bassin de l'Indus.
Le Kaboul est un cours d'eau bien alimenté mais très irrégulier. On observe chaque année l'alternance des deux périodes : celle des basses eaux d'automne-hiver et celle des hautes eaux centrée sur la fin du printemps (mois de juin). Le débit moyen mensuel observé en octobre (minimum d'étiage) atteint 56,5 m3/s, soit plus de dix fois moins que le débit moyen du mois de juin (585 m3/s), ce qui témoigne de la forte amplitude moyenne des variations saisonnières.

## Équipement hydroélectrique
Le Kaboul et ses affluents ont un riche potentiel hydroélectrique encore très insuffisamment exploité. L'interminable guerre d'Afghanistan qui sévit sans ce pays depuis les années 1970 a contribué à ralentir ou empêcher la réalisation de bien des projets.
Citons actuellement (en Afghanistan):
- Le barrage et l'usine de Sarobi ou Surobi, au confluent du Kaboul et du Panchir, en aval de la ville de Kaboul, construite en 1957 : 26 000 kW de puissance
- L'usine de Surobi II, au même endroit, en projet : 128 600 kW de puissance
- L'usine de Mahipar dans la province de Kaboul, au confluent du Kaboul et du Logar, en aval de la ville de Kaboul, construite en 1967 : 66 000 kW de puissance
- L'usine de Darunta dans la province de Nangarhar, à 10 kilomètres en amont de Jalalabad, construite en 1964 : 11 550 kW de puissance